# Pseudostrebla greenwelli
Pseudostrebla greenwelli är en tvåvingeart som beskrevs av Wenzel 1966. Pseudostrebla greenwelli ingår i släktet Pseudostrebla och familjen lusflugor. Inga underarter finns listade i Catalogue of Life.